# Cayrols
Cayrols é uma comuna francesa na região administrativa de Auvérnia-Ródano-Alpes, no departamento de Cantal. Estende-se por uma área de 9,04 km². Em 2010 a comuna tinha 301 habitantes (densidade: 33,3 hab./km²).